# Габор Тотола
Габор Тотола (угор. Totola Gábor, нар. 10 грудня 1973, Будапешт, Угорщина) — угорський фехтувальник на шпагах, срібний призер Олімпійських ігор 1992 року.

## Виступи на Олімпіадах
| Олімпіада      | Дисципліна     | Місце |
| -------------- | -------------- | ----- |
| Барселона 1992 | командна шпага | 2     |